# Filantropie
Filantropie este un termen care a apărut prin secolul XVIII și provine din greacă φίλος, phílos - prieten și άνθρωπος, ánthropos - om (în traducere „prietenie sau dragoste față de oameni”). 

## Definire
Filantropia este o formă de comportare și convingere care se manifestă prin credința în bunătatea oamenilor, persoanele filantrope își închină viața și avutul în mod altruist pentru a servi celor nevoiași ca de exemplu călugărița catolică de origine albaneză Maica Tereza, care acționa după credința creștină de iubirea a aproapelui său fără a se gândi de a fi recompensată material.
Filantropia este o doctrină și atitudine ce se exprimă prin atașamentul față de oameni și tendința de a-i ajuta. Filantropia presupune înțelegerea și comopasiunea altor persoane, dar și capacitatea de a renunța la unele satisfacții personale. Cultivarea filantropiei trerbuie să evite ostentația.
Ca filantropi se pot aminti: Paul Newman, Andrew Carnegie, Jean Paul Getty, Brooke Astor, Daniel K. Ludwig, Agnes E. Meyer, Eli Broad, Max Schmidheiny și Bill Gates. În anul 2006, Warren Buffett un miliardar american, a donat în acțiuni filantropice suma de 37,4 miliarde de dolari.
Întemeietori și reprezentanți ai filantropismului sunt considerați „Johann Bernhard Basedow” (1724-1790), Joachim Heinrich Campe (174-1818), „Ernst Christian Trapp” (1745-1818) și „Christian Gotthilf Salzmann” (1744-1811).

## Filantropi români
Pentru mai multe detalii, vedeți Listă de filantropi români.